# De Denker

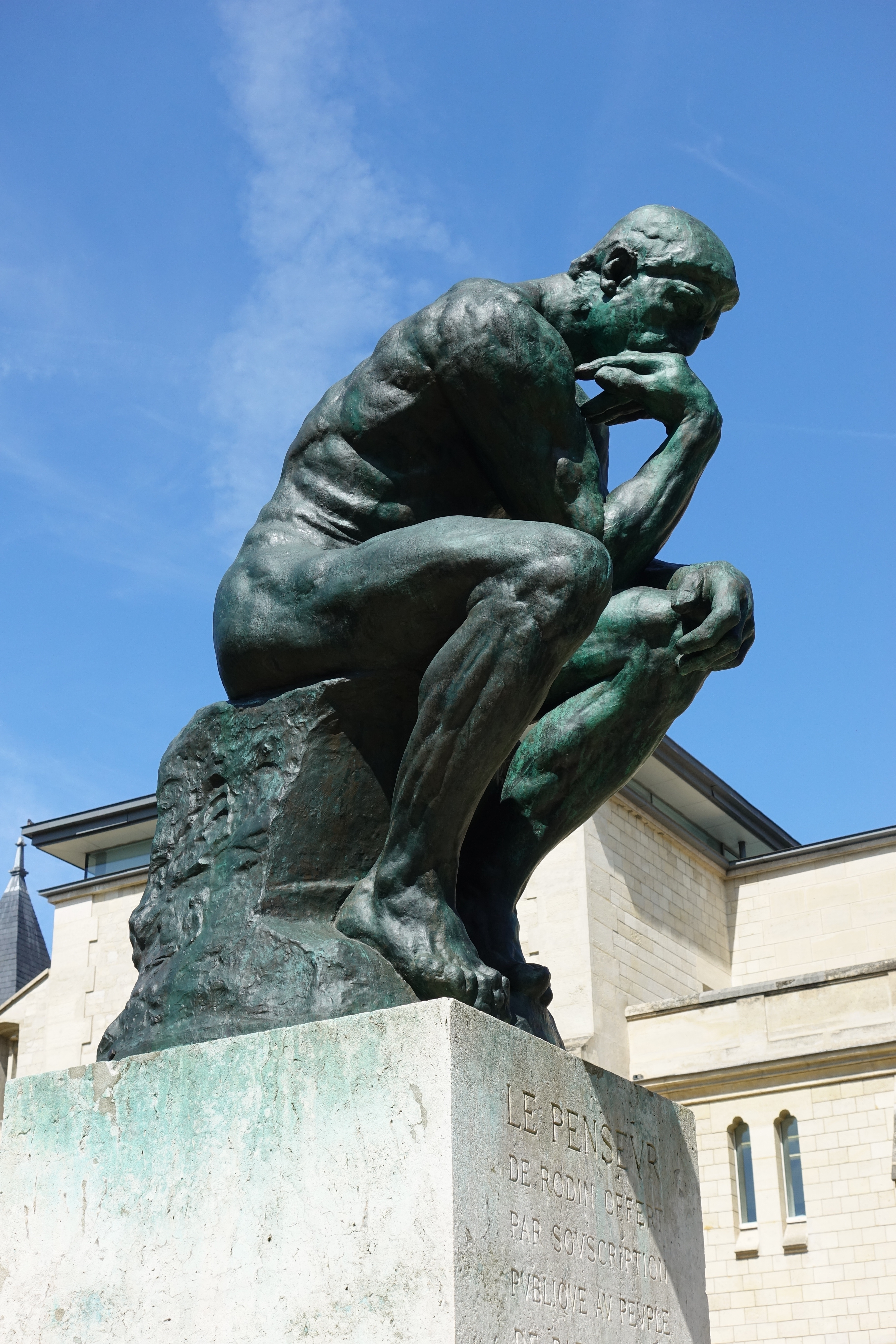
De Denker in de beeldentuin van het Musée Rodin

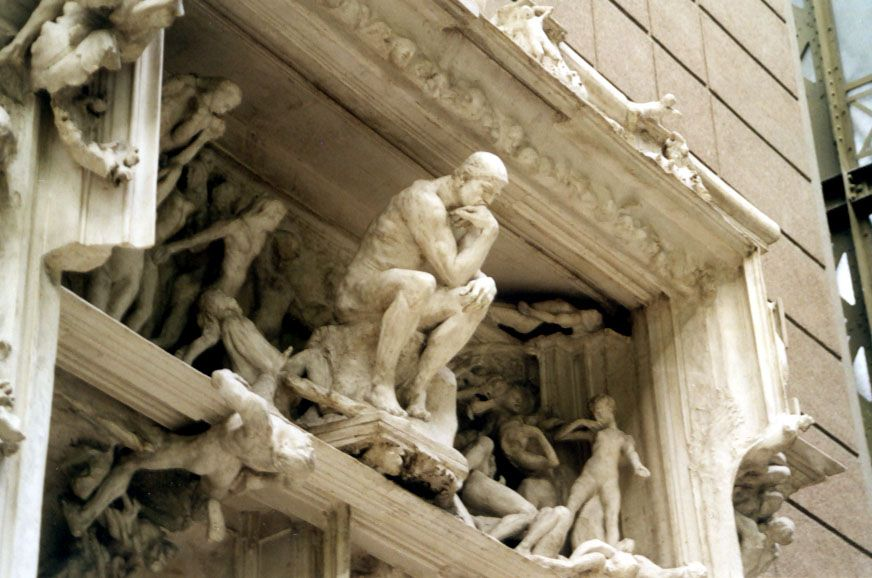
De Denker als onderdeel van de beeldengroep Porte de l'Enfer in het Musée d'Orsay

De Denker (Le Penseur) is een bronzen beeldhouwwerk van de Franse beeldhouwer Auguste Rodin. Het vertegenwoordigt de creatieve geest aan het werk. Het beeld wordt vaak geassocieerd met filosofie vanwege de houding van de man, die in diepe gedachten verzonken is.
Rodin maakte deze befaamde creatie in 1881. Het was in dat jaar dat Rodin zijn eerste officiële Parijse bestelling kreeg: een monumentale bronzen poort voor een toekomstig museum voor Decoratieve Kunsten. Deze Porte de l'Enfer (Poort van de Hel) was geconcipieerd naar Divina Commedia van Dante. Het bronzen beeld was bestemd voor het centrale fronton, terwijl de geaccentueerde musculatuur en de geconcentreerde expressie van het beeld de graffiguren evoceerden van Michelangelo in de Florentijnse Sint-Laurensbasiliek. Het beeld wordt ook wel Le Poète genoemd, omdat het eigenlijk de mediterende Dante moest voorstellen. De Denker was het eerste werk van Rodin dat op een publieke plaats werd tentoongesteld. Op 21 april 1906 werd het opgesteld voor het Pantheon tijdens een hevige politieke en sociale crisis, waardoor het beeld een socialistisch symbool werd. In 1922 werd het beeld met zijn voetstuk overgebracht naar de tuin van Hôtel Biron, het huidige Rodinmuseum. Een ander exemplaar bevindt zich in de Ny Carlsberg Glyptotek in Kopenhagen. Andere exemplaren staan bij de tombe van Rodin in Meudon en voor de hoofdingang van het Detroit Institute of Arts.

## Afgietsels
Er zijn verschillende afgietsels gemaakt van dit werk. Interessant is dat een van de vroegste bronzen afgietsels van het werk, door de Parijse bronsgieter Alexis Rudier, in Brussel staat, als grafmonument voor kunstverzamelaar Jef Dillen op het kerkhof van Laken. In Buenos Aires staat een afgietsel voor het parlementsgebouw. Ook in Laren stond een exemplaar in de tuin van het Singer Museum. Dit werd op 17 januari 2007 ontvreemd, maar werd twee dagen later zwaar beschadigd teruggevonden. Op 18 november 2010 keerde het beeld na een uitvoerige restauratie terug in het Singer Museum. Ruim twee jaar hadden deskundigen van het Musée Rodin in Parijs, de Universiteit van Amsterdam en het Rijksmuseum met succes aan het herstel gewerkt. Eind januari 2011 werd het beeld weer tentoongesteld. In het museum zijn in de zalen meerdere beelden van Rodin te vinden. In totaal zijn er door Anna en William Singer dertien beelden aangekocht.